# 天才軍師
『天才軍師』（てんさいぐんし）は、2014年4月13日から2025年3月30日まで超!A&G+で配信されていたインターネットラジオ番組。

## パーソナリティ
- 安元洋貴（2014年4月 - 2023年4月）
- 細谷佳正（2014年4月 - 2020年9月）
- 梶原岳人（2021年1月 - 2025年3月）
- 小林千晃（2023年4月 - 2025年3月）

## 概要
パーソナリティであるヒロP（安元洋貴）とヨシP（細谷佳正）が、業界をもっと面白くするという使命を受けた新人プロデューサーとして様々な企画を実践し、将来的にイベントなどをプロデュースするために、裏方としてのアイディアやスキルを磨いていくラジオ番組。
2015年3月21日に発表された第1回アニラジアワードにおいて、「BEST BENEFIT RADIO ためになるラジオ賞」を受賞した。
2017年4月23日配信分にて、細谷が喉の治療のため休業することを発表。同年8月6日配信分で電撃復帰を果たす。休業期間中の第160回（2017年4月30日配信分）から第173回（2017年7月30日配信分）は、安元とAP（アシスタントプロデューサー）と称したゲストで共に配信を行っていた。
2020年9月末を以てパーソナリティの細谷が一旦番組を卒業することが発表され、同年10月4日配信回から暫くの間は安元が単独でパーソナリティを務めていた（この期間中は番組名も「【半】天才軍師」に改題されていた）。その後、2021年1月17日配信回より梶原岳人を新たなパーソナリティに迎えることが発表され、同日より「”Neu”天才軍師」（ノイてんさいぐんし）に改題の上で配信開始した。
2023年4月をもって安元が卒業。後任のパーソナリティは小林千晃。
2025年3月をもって超!A&G+のサービス終了に伴い、同月30日配信回が最終回となり、11年の歴史に幕を下ろした。

### 配信時間
- 毎週日曜日 23:30 - 24:00
- 翌週木曜日から公式サイトにて1週間アーカイブ配信

## コーナー
視聴者の声を聴け!BYOのコーナー
パーソナリティがリスナーからのメールを真摯に受け止めてトークをしていく、「ふつおた」のコーナー。
BYOとは「ブロードキャスティング・安元&佳正・オーガニゼーション」の略である。
半歩先を行け!次来るリサーチ
プロデューサーに必要である世間の半歩先を行く感覚を養うために、リスナーから「世間ではまだ来てないけど、私は次にこれが来ると思います!」「全然ブームじゃないけどおススメです!」という新しい企画の種になるようなメールを募集するコーナー。
実践!業界のいろは!
プロデューサーとしてはまだまだ新米のパーソナリティ二人が、プロデューサーの仕事だけでなくディレクターやADの仕事にもチャレンジしていくコーナー。
お試し企画ロケハン!
企画を思いついても、実際にやってみなければ分からない！ということで、実際に「ロケハン」を行い、思いついた企画を他の人に試す前に自分たちで体を張って試してみるコーナー。
細内寂聴 愛の駆け込み寺!
愛の伝道師であり、愛について悟りを開きつつあるヨシP扮する細内寂聴が、女性リスナーの恋愛に関する悩みに答えていくコーナー。
悩み解決の際には「寂聴!」で締める。
また、クイック寂聴というプチコーナーを番組エンディングにて行うこともある。
安無道の型破り恋愛道!
底なしの性欲を誇り、破天荒で型破りな人生を送ってきたヒロP扮する安無道が、男性リスナーの恋愛に関する悩みに答えていくコーナー。
悩み解決の際には「無道!」で締める。
特別企画 （ゲスト）さんにいろいろ質問しよう!
ゲストが来た際に必ず行っている。
質問の項目は「好きな異性の服装」「異性に会った時、最初に見るところ」「異性の好きな仕草」「何フェチか」「好きな人が出来たらどうやって気を引くか」である。

## ゲスト
| - #13 (2014年07月06日)：瀬戸麻沙美 - #23 (2014年09月14日)：上野さん（「富山県アンテナショップ いきいき富山館」のセールスマネージャー） - #32 (2014年11月16日)：島本須美 - #38・39 (2014年12月28日・2015年01月04日)：瀬戸麻沙美（※2回目） - #42・43 (2015年01月25日・02月01日)：岡本信彦 - #49 (2015年03月15日)：石原夏織 - #54・55 (2015年04月19日・26日)：杉田智和 - #80・81 (2015年10月18日・25日)：小林裕介 - #92・93 (2016年01月10日・17日)：瀬戸麻沙美（※3回目）、種﨑敦美 - #100 (2016年03月06日)：井上喜久子 - #106・107 (2016年04月17日・24日)：千葉翔也 - #116・117 (2016年06月26日・07月03日)：小林裕介（※2回目） - #134・135 (2016年10月30日・11月06日)：小野賢章 | - #140・141 (2016年12月11日・18日)：木村良平 - #143・144・145 (2017年01月01日・08日・15日)：瀬戸麻沙美（※4回目） - #161 (2017年05月7日)：岡本信彦（※2回目） - #162・163 (2017年05月14日・21日)：千葉翔也（※2回目） - #164・165 (2017年05月28日・06月04日)：逢坂良太 - #166・167 (2017年06月11日・18日)：羽多野渉 - #168・169 (2017年06月25日・07月02日)：西明日香 - #170・171 (2017年07月09日・16日)：三上枝織 - #172・173 (2017年07月23日・30日)：田村睦心 - #176・177 (2017年08月20日・27日)：瀬戸麻沙美（※5回目） - #200・201 (2018年02月04日・11日)：日笠陽子 |

## イベント
- 天才軍師イベント 第一部「ハンバーグ」第二部「寿司」追加公演「カレーライス」（2016年5月22日、THE GRAND HALL）
- 天才軍師 イベント第2弾（2017年1月29日、東京ドームシティ プリズムホール）[7]
  - 一部 天才軍師 FULLNUDE ALCHEMIST〜さんたふぇ〜
  - 二部 天才軍師 FULLNUDE ALCHEMIST〜ぬーでぃてぃ〜
- 天才軍師 イベント第3弾（2017年9月3日、TFT HALL 500）[8]
  - 一部 天才軍師 THUNDER STORM －風の章－
  - 二部 天才軍師 THUNDER STORM －雷の章－
- 天才軍師 イベント第4弾（2018年3月31日、パシフィコ横浜 国立大ホール）[9]
  - 一部 大天才軍師「Battle of Cannae」
  - 二部 大天才軍師「RED CLIFF」

## 関連商品

### DVD
- 天才軍師 ファンディスク壱 in 富山（2015年6月24日）
- 天才軍師 ファンディスク弐（2016年9月28日）
- 天才軍師 ファンディスク参（2018年4月25日）

### 番組グッズ
グッズの大半が、安元洋貴と細谷佳正の顔写真を使用したものである。
| 販売場所                                      | 商品 |
| --------------------------------------------- | --- |
| AnimeJapan 2015                               | ネックラバーストラップ                                                                                          |
| MARINE SUPER WAVE R 2015                      | ポリバレントマット、タブレットカバー 鍋つかみ（片手）、傘取っ手カバー                                           |
| AnimeJapan 2016                               | キャラネックハンガー（両面印刷）、プロデューサーＴシャツ                                                        |
| 天才軍師イベント （2016年5月22日）            | Kawaiiストラップ、S級ポロシャツ GOOD BAG、「え？」缶バッジセット                                                |
| 天才軍師 FULLNUDE ALCHEMIST （2017年1月29日） | ART OF GENIUS（パンフレット） ブラックキャッＴ（ビッグＴシャツ） 大好きペン（BLACK/PINK）、シークレット缶バッジ |